# George Bennett (médecin)
Pour les articles homonymes, voir George Bennett et Bennett.
George Bennett est un  médecin et  naturaliste australien d’origine britannique, né le 31 janvier 1804 à Plymouth et mort le 29 septembre 1893 à Sydney.

## Biographie
Il étudie la médecine et devient membre associé (1828) puis membre (1834), du Royal College of Surgeons et obtient son doctorat en médecine en 1859 à Glasgow. Il arrive à Sydney en 1829 et revient en Grande-Bretagne en 1831 mais repart l’année suivante pour l’Australie et passe sept mois dans le Tumut et le Murrumbidgee en Nouvelle-Galles du Sud. Il publie, en 1834, à son retour en Grande-Bretagne le récit de ses voyages sous le titre de Wanderings in New South Wales, Batavia, Pedir Coast, Singapore, and China : being the Journal of a Naturalist in those countries, durint 1832, 1833, and 1834 (Londres, 1834).
En 1835, il s’installe à Sydney où il pratique la médecine et continue à étudier l’histoire naturelle. Vers 1841, il travaille pour l’Australian Museum où il occupe des fonctions très variées. Il se préoccupe, dès les années 1860, de la protection de la faune australienne.

## Hommages
- (Curculionidae) Eupholus bennetti Gestro & D'Albertis
- (Casuariidae) Casuarius bennetti Gould
- (Delesseriaceae) Vanvoorstia bennettiana (Harv.) Papenf., 1956 (basionyme : Claudea bennettiana Harv., 1859)